# Клінт Заварас
Клі́нтон Вейн Зава́рас (англ. Clinton Wayne Zavaras; 4 січня 1967, Денвер, Колорадо, США) — грекоамериканський професіональний бейсболіст, який грав на позиції пітчера за «Сієтл Маринерс» в сезоні 1989.
Закінчив Середню школу Маллена. 3 червня 1985 року задрафтований у 3-у раунді аматорського драфту клубом «Сієтл Маринерс». 3 червня 1989 року дебютував в Головній бейсбольній лізі проти пітчера Раєна Нолана з «Техас Рейнджерс». Заварас програв той матч, пропустивши три рани у восьмому інінзі.
Заварас, маючи грецьке коріння, був запрошений до лав національної збірної Греції для участі в Олімпійських іграх 2004 в Афінах, Греція. Наразі працює в бейсбольній школі в Лейквуді (Колорадо).